# 千葉県立清水高等学校
千葉県立清水高等学校（ちばけんりつ しみずこうとうがっこう）は、千葉県野田市清水にある県立高等学校。

## 設置学科
- 全日制
  - 機械科
  - 電気科
  - 環境化学科
  - 食品科学科

## 部活動
- 運動系
  - 陸上部、バドミントン部、サッカー部、山岳部、剣道部、柔道部、バスケットボール部、バレーボール部、テニス部、卓球部、野球部、空手道部　ボランティア同好会
- 文化系
  - 食品科学研究部、化学研究部、機械研究部、ダンス部、軽音楽部、模型部、コンピュータ部、イラスト部、出版研究部、電気研究部
  - ボランティア同好会
- 同好会
  - JRC、社会研究、手芸、お菓子、資格取得　ボランティア

## 最寄駅
- 東武野田線（東武アーバンパークライン）清水公園駅、同七光台駅

## 著名な卒業生
- 河合凱夫（俳人）千葉県立野田農学校卒業